# Кубок Фінляндії з футболу 2008
Кубок Фінляндії з футболу 2008 — 54-й розіграш кубкового футбольного турніру в Фінляндії. Титул вдесяте здобув ГІК.

## Календар
| Раунд           | Дата                      | Матчі | Клуби     |
| --------------- | ------------------------- | ----- | --------- |
| Перший раунд    | 1-10 квітня 2008          | 50    | 361 → 311 |
| Другий раунд    | 2-25 квітня 2008          | 130   | 311 → 181 |
| Третій раунд    | 19 квітня - 6 травня 2008 | 65    | 181 → 116 |
| Четвертий раунд | 6-30 травня 2008          | 56    | 116 → 60  |
| П'ятий раунд    | 1-11 червня 2008          | 28    | 60 → 32   |
| 1/16 фіналу     | 17-19 червня 2008         | 16    | 32 → 16   |
| 1/8 фіналу      | 2-9 липня 2008            | 8     | 16 → 8    |
| 1/4 фіналу      | 7 серпня - 22 жовтня 2008 | 4     | 8 → 4     |
| 1/2 фіналу      | 29 жовтня 2008            | 2     | 4 → 2     |
| Фінал           | 1 листопада 2008          | 1     | 2 → 1     |

## 1/16 фіналу
| Команда 1                 | Рахунок      | Команда 2        |
| ------------------------- | ------------ | ---------------- |
| 17 червня 2008            |              |                  |
| Атлантіс (2)              | 0:3          | ТПС              |
| 19 червня 2008            |              |                  |
| Яро                       | 2:0          | Лахті            |
| Віїкінгіт (2)             | 3:1          | Сіті Старс (3)   |
| ГІФК (3)                  | 1:2          | ТП-47 (2)        |
| ГІК                       | 1:0          | Інтер (Турку)    |
| Гонка                     | 3:0          | КПВ (2)          |
| Ільвес (3)                | 1:6          | ВПС              |
| Їіппо (2)                 | 1:1 пен. 6:7 | Ракуунат (3)     |
| ЛоПа (3)                  | 0:3          | Гака             |
| ПК-35 Вантаа (2)          | 2:3          | Гонка-резерв (4) |
| Паллосеура Кемі Кінгс (2) | 3:1          | Сінімустат (3)   |
| РоПС                      | 0:1          | Варкаус (3)      |
| ТУС (3)                   | 0:7          | МюПа             |
| КуПС                      | 2:1          | КооТееПее        |
| Гністан (3)               | 6:0          | Ліето (5)        |
| Тампере Юнайтед           | 14:0         | Еспоо-резерв (4) |

## 1/8 фіналу
| Команда 1       | Рахунок | Команда 2                 |
| --------------- | ------- | ------------------------- |
| 2 липня 2008    |         |                           |
| Гонка           | 4:0     | Гонка-резерв (4)          |
| Гністан (3)     | 0:1     | ВПС                       |
| Тампере Юнайтед | 3:0     | Віїкінгіт (2)             |
| Варкаус (3)     | 5:0     | Ракуунат (3)              |
| ТП-47 (2)       | 3:2 дч  | Яро                       |
| МюПа            | 6:2     | Паллосеура Кемі Кінгс (2) |
| 9 липня 2008    |         |                           |
| КуПС            | 0:2     | ГІК                       |
| ТПС             | 0:1     | Гака                      |

## 1/4 фіналу
| Команда 1     | Рахунок | Команда 2       |
| ------------- | ------- | --------------- |
| 7 серпня 2008 |         |                 |
| Гака          | 3:0     | ТП-47 (2)       |
| ВПС           | 1:0     | МюПа            |
| ГІК           | 2:0     | Варкаус (3)     |
| 9 липня 2008  |         |                 |
| Гонка         | 2:0 дч  | Тампере Юнайтед |

## 1/2 фіналу
| Команда 1      | Рахунок | Команда 2 |
| -------------- | ------- | --------- |
| 29 жовтня 2008 |         |           |
| ГІК            | 5:0     | ВПС       |
| Гака           | 0:1     | Гонка     |

## Фінал
| 1 листопада 2008 15:00 (EEST) |

| ГІК                       | 2:1 дч   | Гонка         |
| ------------------------- | -------- | ------------- |
| Зенелі 56' Оравайнен 114' | Протокол | Пуустінен 86' |

| «Фіннейр Стедіум», Гельсінкі Глядачів: 1 554 |